# Повіт Кунохе
Пові́т Кунохе́ (яп. 九戸郡, くのへぐん, МФА: [kunohe guɴ]) — повіт в префектурі Івате, Японія.